# Iréna Malínská
Iréna Malínská, v matrice Irena Marie Štěpánka, (5. ledna 1892 Jičín – 23. března 1968 Praha) byla česká spisovatelka, kulturní a sociální pracovnice.

## Životopis
Rodiče Mileny Josef Malinský soudce v Jičíně (31. října 1860) a Marie Malinská-Příhodová (6. března 1863), se vzali 1. května 1882. Sourozenci: Karel Malinský (1882–1942), Maria Sedláčková-Malinská (1883–1912), Robert Malinský (1884–1952), Josef Malinský (1886–1963), Lidmila Nováková-Malinská (1888–1970), Božena Kolářská-Malínská (1889–1976), Vlasta Malínská (1890), Růžena Malinská (1893–1893), Zděnek Malínský (1894–1954), Jiří Malinský (1895–1950), Antonie Malínská (1896–1912), Anna Malínská (1897–1966) a František Malínský (1899–1900).
Otec byl okresní soudce, politický pracovník, matka zakladatelkou středního školství na Jičínsku. Bratr Karel Malinský pracoval jako ministerský rada zemědělství (popraven 1942). Sestra Milena Nováková-Malínská byla kulturní pracovnicí, novinářkou, autorkou románů a literárních a hereckých monografií, dramatičkou.
Iréna Malínská vystudovala Filozofickou fakultu Karlovy univerzity, byla Vrchní ministerská komisařka ministerstva zahraničí, odborná spisovatelka. Činná jako kulturní a sociální pracovnice, místopředsedkyně Ženské národní rady. Přispívala do časopisů: Zahraniční politika, Národnostní obzor aj. Byla členkou Sdružení vysokoškolsky vzdělaných žen, Československých žen, Fidacu, Svazu národního osvobození aj.

## Dílo

### Próza
- Zpráva o významu, cílech a činnosti Fidacu a jeho ženských odboček – Praha: nákladem vlastním, 1936